# Stephan Sieger
Stephan Sieger (* 3. Dezember 1979 in Bruchsal) ist ein ehemaliger deutscher Fußballspieler im Mittelfeld.

## Karriere
Sieger wechselte aus Östringen zum VfR Heilbronn und spielte dort zwei Jahre in der A-Jugend Bundesliga. Nach ein paar Einsätzen auch in der ersten Mannschaft kam er über die Stationen SV Sinsheim und SV Sandhausen zur TSG Hoffenheim. In der Regionalliga Süd kam Sieger in den Spielzeiten 2001/02 bis 2004/05 für Hoffenheim und später Offenbach auf 124 Ligaspiele und erzielte dabei 14 Tore. Seit dem Wiederaufstieg mit Düsseldorf nahm Sieger an 105 Zweitligapartien teil und erzielte dabei 12 Treffer, daneben stehen drei Tore in 19 Pokalspielen seit 2002 zu Buche (Stand: Januar 2012).
Im Achtelfinalspiel des DFB-Pokals 2005/06 bei Hansa Rostock musste Sieger für den zu Unrecht des Feldes verwiesenen Sead Ramović während des Elfmeterschießens ins Tor. Er hielt zwar keinen Ball, zwei Schüsse der Gastgeber trafen aber nur das Aluminium.
Zur Saison 2008/09 wechselte Sieger zu Fortuna Düsseldorf in die neu gegründete 3. Liga und spielte somit mit seinem ehemaligen Klub in derselben Liga. Mit der Fortuna landete er auf Tabellenplatz zwei und stieg in die zweite Bundesliga auf. Zur Saison 2010/11 wechselte Sieger zum Drittliga-Aufsteiger 1. FC Saarbrücken, für den er in den folgenden zwei Jahren 72 Einsätze bestritt und elf Tore erzielte.
Zur Saison 2012/13 wechselte er zum FC-Astoria Walldorf in die Oberliga Baden-Württemberg. Im Sommer 2015 beendete er seine Profikarriere.

## Erfolge
TSG 1899 Hoffenheim
- Badischer Pokal: 2002, 2003, 2004

Kickers Offenbach
- Meister der Regionalliga Süd und Aufstieg in die 2. Bundesliga: 2005
- Hessenpokal: 2005

Fortuna Düsseldorf
- Aufstieg in die 2. Bundesliga: 2009

1. FC Saarbrücken
- Saarlandpokal: 2011, 2012

FC-Astoria Walldorf
- Badischer Pokal: 2014